# John Daniel Hertz
 (mars 2019).
Si vous disposez d'ouvrages ou d'articles de référence ou si vous connaissez des sites web de qualité traitant du thème abordé ici, merci de compléter l'article en donnant les références utiles à sa vérifiabilité et en les liant à la section « Notes et références ».
John Daniel Hertz (né le 10 avril 1879 à Vrútky - mort le 8 octobre 1961 à Chicago) était un homme d'affaires et philanthrope américain d'origine slovaque. Il est à l'origine des taxis jaunes américains.

## Biographie
Né Sandor Hertz dans une famille juive à Vrútky (à l'époque au Royaume de Hongrie, une partie de l'Empire austro-hongrois, aujourd'hui en Slovaquie), il émigre avec sa famille à Chicago aux États-Unis alors qu'il est âgé cinq ans.
Jeune homme, Hertz était un boxeur amateur connu sous le nom de "Dan Donnelly". Il a gagné des championnats amateurs à l'Association athlétique de Chicago et a finalement commencé à boxer sous son propre nom et est devenu le gestionnaire pour Benny Yanger.
Il décéda en 1961 à l'âge de 81 ans et fut enterré au cimetière de Rosehill à Chicago.

## Parcours
Il fonda la Yellow Cab Company à Chicago en 1915 comme un moyen d'assurer le transport à un prix modeste. Au début du XXe siècle, les services de location étaient limités à la couche supérieure de la société et Hertz pensa qu'il y avait un énorme potentiel pour fournir des services moins coûteux. Il détenait la Chicago Motor Coach Company. Le caractère distinctif des taxis jaunes étant devenu populaire, il a rapidement franchisé l'opération à travers les États-Unis. 
En 1924, il a élargi la notion de transport meilleur marché par l'acquisition d'une entreprise de location de voiture et l'a renommée Hertz Drive-Ur-Self Corporation (aujourd'hui simplement connue comme Hertz). En fin de compte, ces deux affaires ont été vendues à General Motors ce qui entraîna la nomination de Hertz au conseil d'administration de GM. En 1952, la Chicago Transit Authority racheta les actifs de la Chicago Motor Coach Company.

## Philanthropie
Pendant la période de la guerre froide, Hertz a créé la Fondation Fannie et John Hertz dans le but de soutenir les jeunes esprits brillants dans le domaine des sciences appliquées. Son ami Edward Teller a exhorté Hertz à orienter sa fondation pour financer les études supérieures. Le programme de bourses de la Fondation Hertz est aujourd’hui le plus sélectif du pays. En règle générale, plus de 800 candidats se disputent 10 à 12 bourses d’études, qui offrent un enseignement complet et une allocation généreuse dans les meilleures universités de recherche américaines. Pour sa contribution importante à la sécurité des États-Unis, Hertz reçut le prix civil le plus élevé décerné par le ministère de la Défense en 1958.
En 1924, Hertz dota la ville de Chicago avec 34 000 dollars pour installer les premiers feux de circulation de la ville, sur Michigan Avenue.